# Jan Kačer

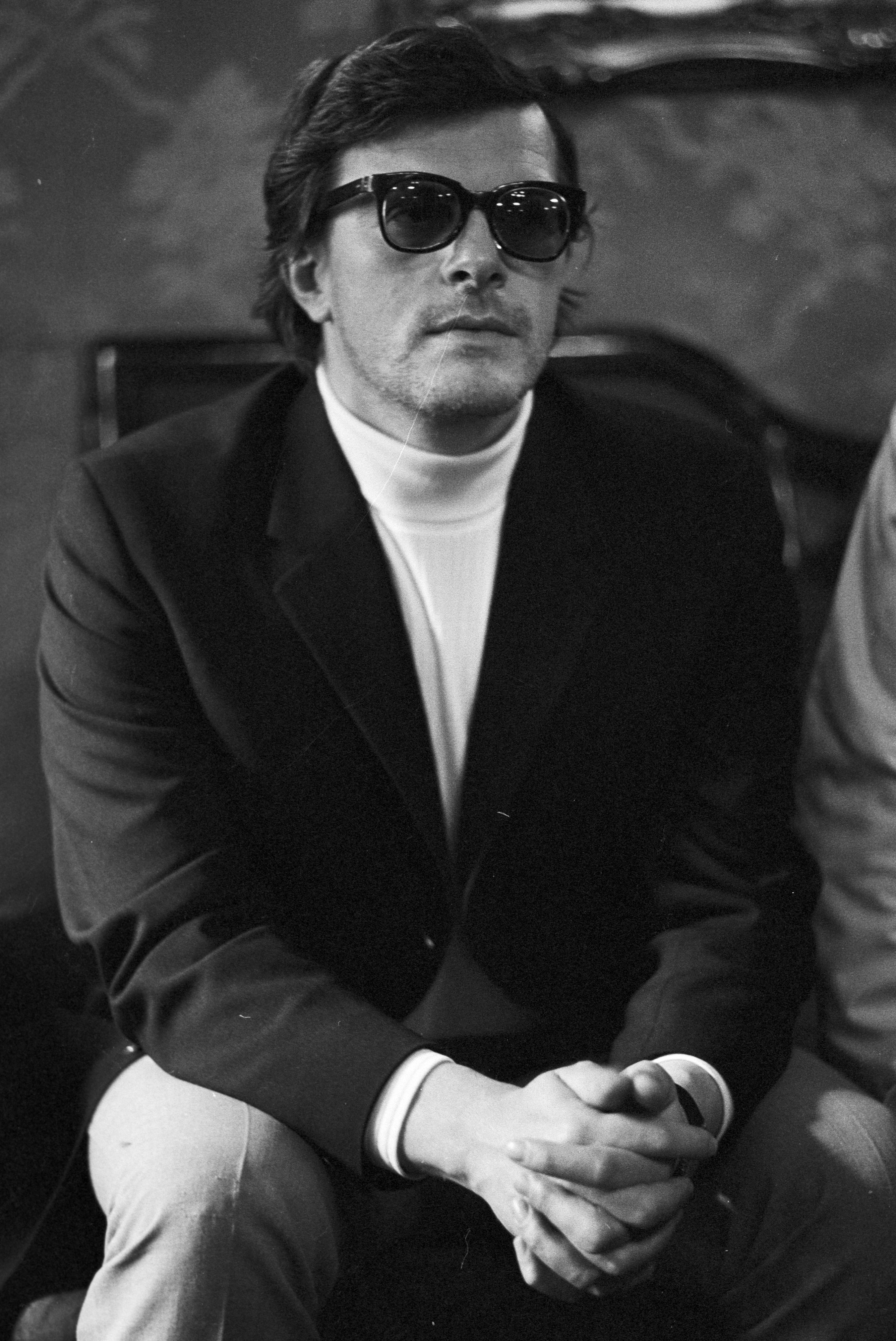
Jan Kačer (1971)

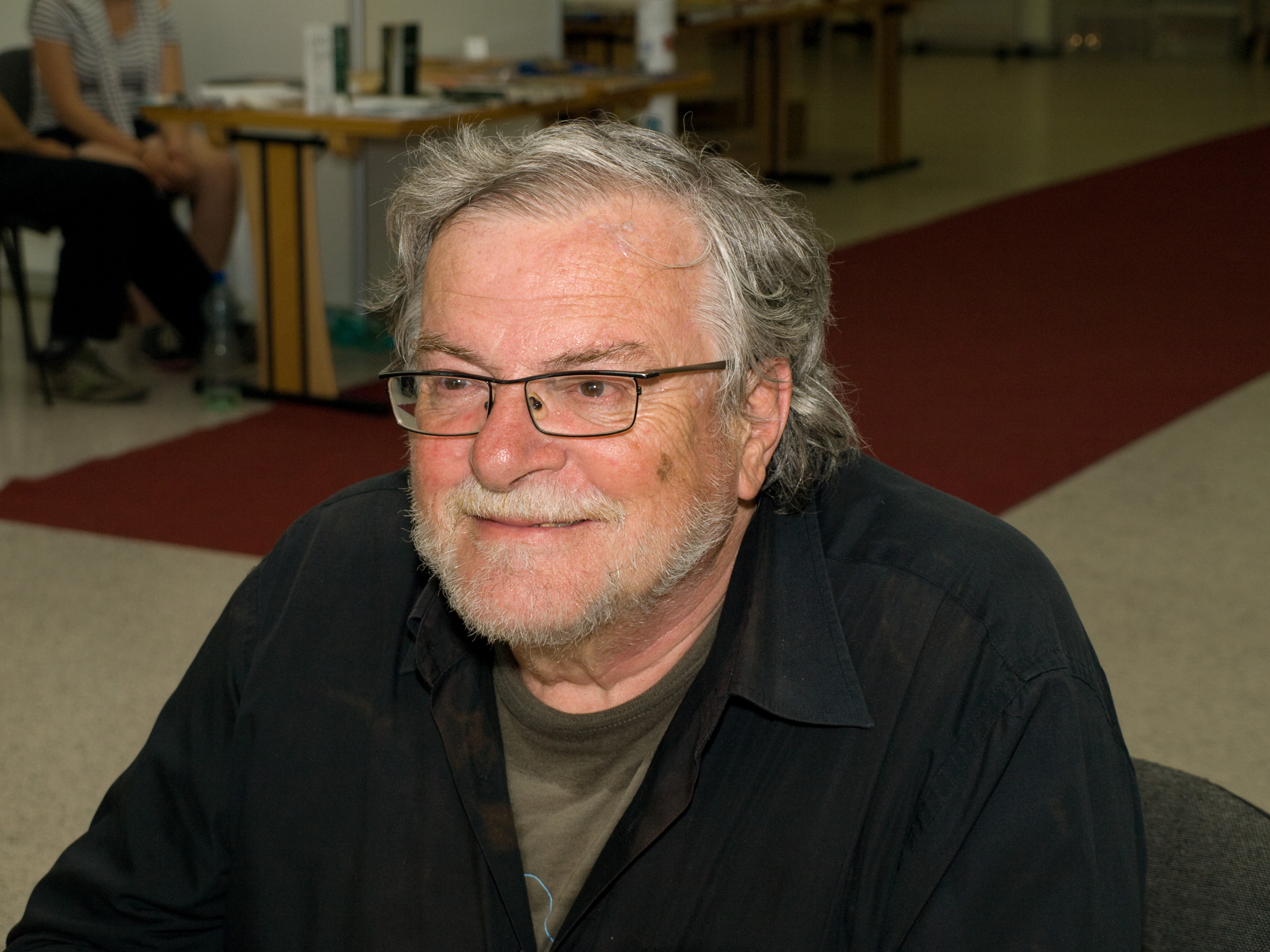
Jan Kačer (2012)

Jan Kačer (3. října 1936 Holice – 24. května 2024 Praha) byl český herec a režisér, manžel herečky Niny Divíškové.

## Život
Narodil se v roce 1936 v rodině obuvníka Viléma Kačera a jeho manželky Vlasty, která v jeho firmě pracovala jako sekretářka. Jeho otec v roce 1938 krátce po přijetí Mnichovské dohody spáchal sebevraždu kvůli obavám o budoucnost své firmy a obav z rasové perzekuce, když byl židovského původu.
Po ukončení základního vzdělání si podal přihlášku na střední školu do Brna, ale kvůli nevhodnému třídnímu původu (otec byl považován za továrníka) nebyl přijat, na radu svého učitele se přihlásil na SPŠ keramickou v Bechyni. Tuto absolvoval v roce 1955. Během studia působil v ochotnickém divadelním kroužku.
Zvažoval studium UMPRUMu, ale nakonec se rozhodl podat si přihlášku na divadelní režii na DAMU v Praze na pražské DAMU. Tu úspěšně dokončil v roce 1959, během svých studií působil jako asistent u Alfréda Radoka.
Poté odešel do Divadla Petra Bezruče v Ostravě. Zde se vytvořila skupina generačně spřízněných herců a dramatických umělců, která později založila Činoherní klub v Praze. Zde Kačer působil také jako režisér (1965–1974) a herec (v ostravském Státním divadle 1976–1986). Od roku 1976 do 1981 působil souběžně v pražském Divadle E. F. Buriana a mezi léty 1986 až 1990 byl členem Divadla na Vinohradech.
Ve filmu debutoval v roce 1959 epizodní rolí Probuzení Jiřího Krejčíka. První hlavní roli mu poskytli Ján Kadár a Elmar Klos ve stejnojmenném filmu natočeném podle románu Smrt si říká Engelchen.
Režíroval mnoho divadelních her (Sbohem, Sokrate!, Pekař Jan Marhoul, Peer Gynt, Višňový sad, Revizor, Na dně) a několik televizních filmů (Jsem nebe, Město mé naděje).
Byl aktivní i politicky. Ve volbách roku 1990 zasedl do Sněmovny lidu Federálního shromáždění (volební obvod Praha) za Občanské fórum. V té době moderoval rovněž podvečery pro Masarykovo demokratické hnutí v Divadle Kolowrat, jehož byl aktivním členem a spoluzakladatelem. Po rozkladu Občanského fóra v roce 1991 přešel do poslaneckého klubu Občanského hnutí. Ve Federálním shromáždění setrval do voleb roku 1992.
V senátních volbách roku 1996 neúspěšně kandidoval do Senátu ve volebním obvodu Náchod za formaci Svobodní demokraté – Liberální strana národně sociální. V senátních volbách roku 2004 se neúspěšně ucházel o křeslo senátora v obvodu Praha 6 jako nestraník za KDU-ČSL.
Je také autorem čtyř vzpomínkových biograficky laděných knih (Jedu k mámě, 2003; Mírnou oklikou, 2005; K přátelům, 2012, Zadními vrátky, 2022).
V roce 2014 obdržel ocenění Senior Prix od Nadace Život umělce. V roce 2016 obdržel Medaili za zásluhy I. stupně.
Zemřel dne 24. května 2024 ve věku 87 let. Několik dní před smrtí opustil na vlastní žádost na reverz nemocnici v pražském Motole, kde se tři týdny léčil se zápalem plic. V červenci 2024 obdržel in memoriam na 50. Letní filmové škole Výroční cenu AČFK. Pohřben je ve společném hrobě s manželkou Ninou Divíškovou na Sliveneckém hřbitově.

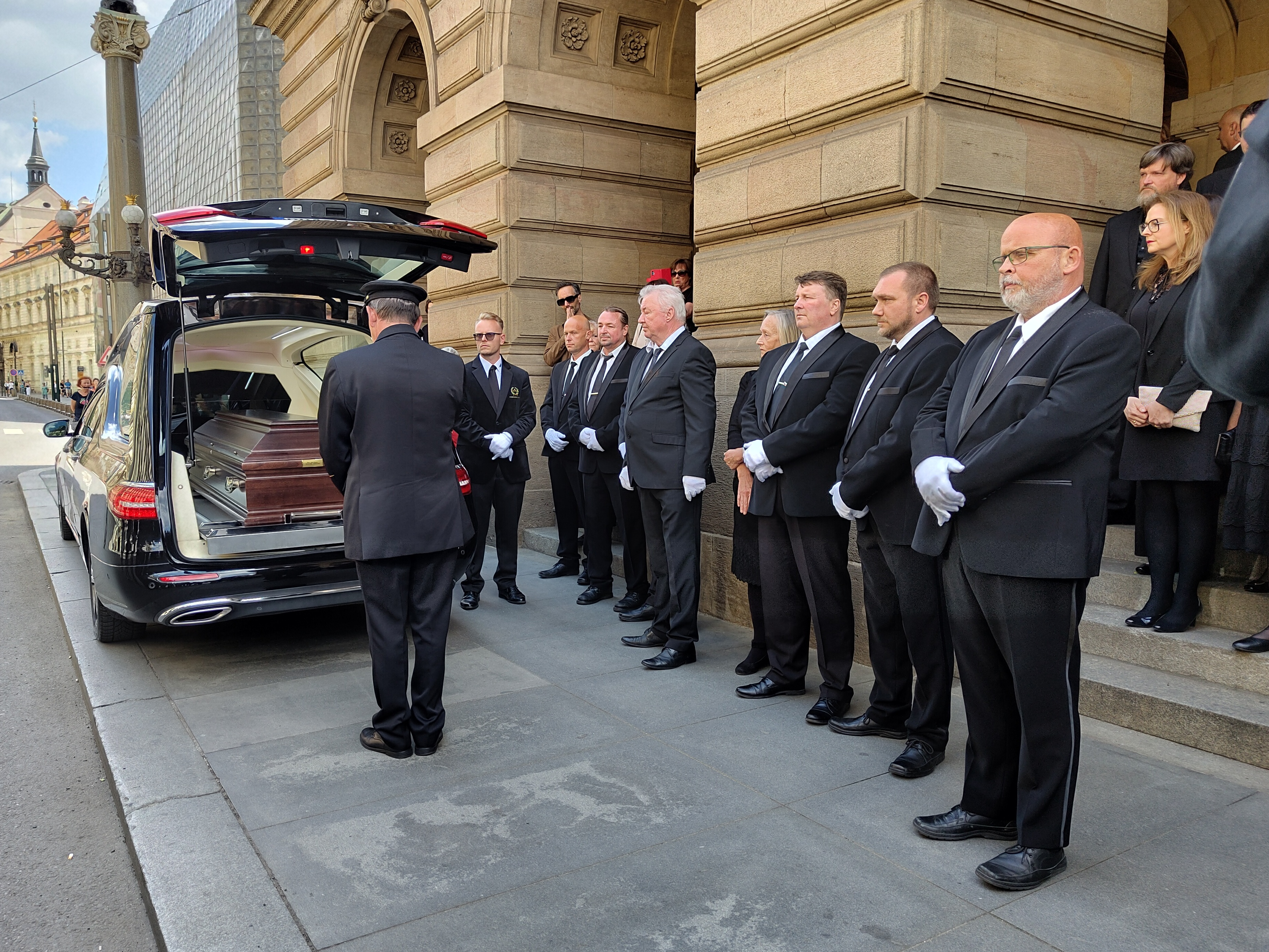
Pohřeb Jana Kačera v červnu 2024

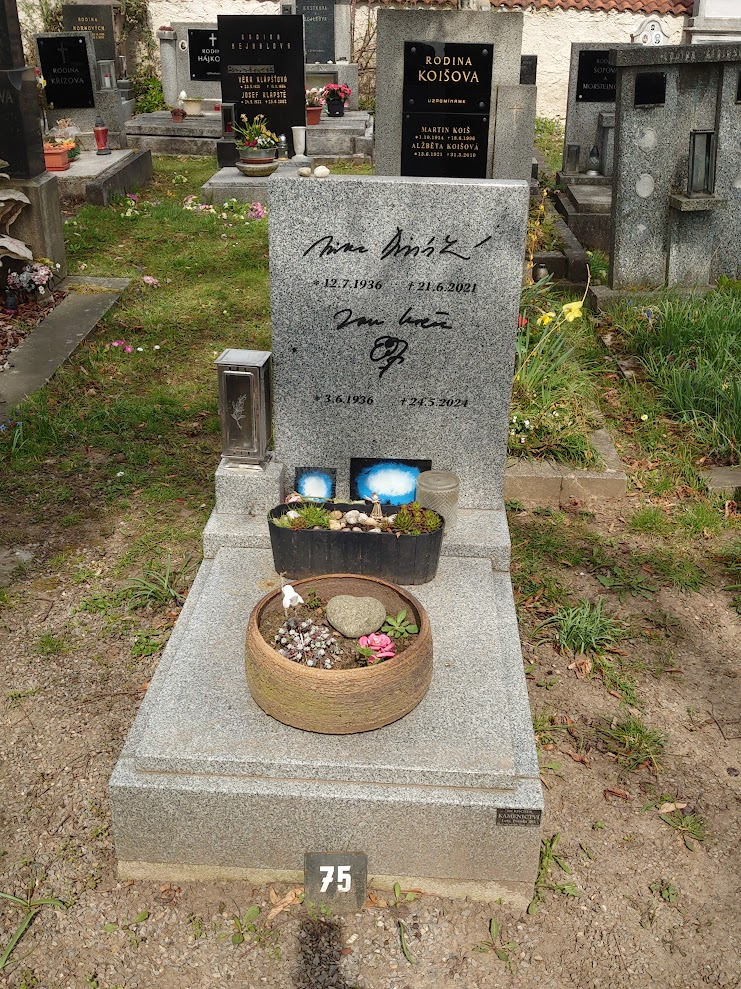
Hrob Jana Kačera a Niny Divíškové na Sliveneckém hřbitově v Praze 5

## Divadelní režie, výběr
- 1958 Viktor Dyk: Ondřej a drak, Umění mladých (na scéně divadla ABC)
- 1959 J. K. Tyl: Tvrdohlavá žena a zamilovaný školní mládenec, Divadlo Petra Bezruče, Ostrava
- 1960 Tennessee Williams: Tramvaj do stanice Touha, Divadlo Petra Bezruče, Ostrava
- 1961 Carlo Goldoni: Poprask na laguně, Divadlo Petra Bezruče, Ostrava
- 1962 Vítězslav Nezval: Milenci z kiosku, Divadlo Petra Bezruče, Ostrava
- 1964 František Langer: Periferie, Divadlo Petra Bezruče, Ostrava
- 1967 Nikolaj Vasiljevič Gogol: Revizor, Činoherní klub
- 1969 Anton Pavlovič Čechov: Višňový sad, Činoherní klub
- 1970 Bertolt Brecht: Matka Kuráž a její děti, Národní divadlo (Tylovo divadlo)
- 1971 Maxim Gorkij: Na dně, Činoherní klub
- 1973 Maxim Gorkij: Děti slunce, Národní divadlo
- 1976 Maxim Gorkij: Jegor Bulyčov a jiní, Divadlo E. F. Buriana
- 1976 William Shakespeare: Sen noci svatojánské, Státní divadlo Ostrava
- 1979 Antonín Máša: Rváč, Divadlo E. F. Buriana
- 1980 Anton Pavlovič Čechov: Višňový sad, Divadlo E. F. Buriana
- 1981 William Shakespeare: Komedie masopustu, Činoherní studio Ústí nad Labem
- 1981 William Shakespeare: Bouře, Žižkovské divadlo
- 1982 Nikolaj Vasiljevič Gogol:, Revizor, Divadlo na Vinohradech
- 1983 Michail Lermontov: Maškaráda, Žižkovské divadlo
- 1985 William Shakespeare: Othello, Státní divadlo Ostrava
- 1986 Karel Čapek: Loupežník, Státní divadlo Ostrava
- 1989 Josef Topol: Hlasy ptáků, Divadlo na Vinohradech
- 1990 Vladislav Vančura: Pekař Jan Marhoul, Národní divadlo
- 1992 William Shakespeare: Zimní pohádka, Národní divadlo
- 1994 Henrik Ibsen: Peer Gynt, Národní divadlo
- 1996 Antonín Máša: Podivní ptáci, Národní divadlo
- 1997 Euripidés: Ífigeneia v Aulidě, Jihočeské divadlo České Budějovice
- 1999 Edmond Rostand: Cyrano z Bergeracu, Divadlo Na Fidlovačce
- 2001 Florimond Hervé: Mamzelle Nitouche, Divadlo Na Fidlovačce
- 2002 William Shakespeare: Bouře, Divadlo F. X. Šaldy Liberec

## Filmografie, výběr

### Film
- 1959 Probuzení
- 1963 Smrt si říká Engelchen
- 1963 Cesta hlubokým lesem
- 1964 Každý den odvahu
- 1965 Nikdo se nebude smát
- 1965 Bloudění
- 1966 Návrat ztraceného syna
- 1966 Der sanfte Lauf
- 1967 Údolí včel
- 1967 Konec agenta W4C prostřednictvím psa pana Foustky
- 1969 Den sedmý, osmá noc
- 1969 Flirt se slečnou Stříbrnou – role: redaktor Dr. Karel Leden
- 1978 Město mé naděje
- 1982 Vinobraní
- 1985 Vlčí bouda
- 1986 Operace mé dcery
- 1997 Výchova dívek v Čechách
- 1997 Modré z neba
- 1999 Vincenz Priessnitz
- 2004 Bolero
- 2005 Krev zmizelého
- 2007 Kumšt, Divadlo Na Jezerce
- 2018 Chata na prodej

## Televize
- 1969 Rozhovory (film) – role: soudce
- 1970 Alexandr Dumas starší (seriál) – role: Alexandr Dumas mladší
- 1973 Jana Eyrová (seriál) – Edward Rochester
- 2004 Rodinná pouta (seriál)
- 2007 Velmi křehké vztahy (seriál)
- 2015 Ordinace v růžové zahradě (seriál)

## Práce pro rozhlas, audioknihy
- 1988 Ernest Hemingway, Stařec a moře, Československý rozhlas.[13]
- 2019 Markéta Hejkalová, Fin Mika Waltari, Audiotéka

### Vzpomínky
- 2020 Legendy Činoherního klubu, vzpomínky Jana Kačera na pět osobností divadla Činoherní klub (Petr Čepek, Josef Somr, Jiřina Třebická, František Husák a Pavel Landovský), Český rozhlas, připravila Šárka Švábová.[14]
- 2022 Osudy Jana Kačera, pětidílné vzpomínky Jana Kačera v pořadu Osudy, Český rozhlas, Vltava[15]